# Günter Wolf (Schauspieler)
Günter Wolf (* 19. August 1930 in Dresden; † 22. Dezember 2014) war ein deutscher Schauspieler, Drehbuchautor, Regisseur, Hörspiel- und Synchronsprecher.

## Leben
Günter Wolf absolvierte eine professionelle Schauspielausbildung und arbeitete von Mitte der 1950er-Jahre bis zur Wende vorwiegend als Darsteller für das Fernsehen der DDR und die DEFA, war aber nach 1990 auch in Fernsehproduktionen der Bundesrepublik vertreten. Wolf wirkte als Schauspieler vor der Kamera in mehr als 90 Film-und-Fernsehproduktionen mit. Er war auch als Drehbuchautor für Fernsehserien tätig.
Als Bühnendarsteller wirkte Wolf in zahlreichen Theaterstücken mit, wie beispielsweise am Maxim Gorki Theater oder am Staatstheater Cottbus.
Wolf war auch umfangreich als Synchronsprecher tätig.

## Filmografie (Auswahl)
- 1957: Spur in die Nacht
- 1965: Engel im Fegefeuer
- 1966: Pitaval des Kaiserreiches: Die Ermordung des Rittmeisters von Krosigk
- 1967: Der Brief
- 1969: Zeit zu leben
- 1970: Liebling, sei nicht albern!
- 1970: Mein lieber Robinson
- 1972: Polizeiruf 110: Verbrannte Spur (Fernseh-Reihe)
- 1972: Polizeiruf 110: Minuten zu spät
- 1972: Die große Reise der Agathe Schweigert (Fernsehfilm)
- 1972: Laut und leise ist die Liebe
- 1972: Reife Kirschen
- 1973: Wolz – Leben und Verklärung eines deutschen Anarchisten
- 1973: Polizeiruf 110: Vorbestraft
- 1973: Der Staatsanwalt hat das Wort: Wunder dauern etwas länger (Fernseh-Reihe)
- 1974: Die Frauen der Wardins (Fernseh-Dreiteiler)
- 1974: Polizeiruf 110: Kein Paradies für Elstern
- 1974: Das Schilfrohr (Fernsehfilm)
- 1975: Steckbrief eines Unerwünschten (Fernsehfilm)
- 1975: Die Seefee
- 1976: Beethoven – Tage aus einem Leben
- 1977: Zweite Liebe – ehrenamtlich
- 1979: Karlchen, durchhalten!
- 1979: Polizeiruf 110: Walzerbahn
- 1979: Polizeiruf 110: Heidemarie Göbel
- 1979: Herbstzeit
- 1980: Polizeiruf 110: Die Entdeckung
- 1980: Polizeiruf 110: Zeugen gesucht
- 1980: Der Staatsanwalt hat das Wort: Ein sympathischer junger Mann
- 1981: Polizeiruf 110: Nerze
- 1982: Polizeiruf 110: Der Rettungsschwimmer
- 1986: Das Buschgespenst
- 1987: Der Staatsanwalt hat das Wort: Unter einem Dach
- 1989: Tierparkgeschichten (Fernsehserie)
- 1989: Späte Ankunft (Fernseh-Zweiteiler)
- 1998–2010: Die Anrheiner (Fernsehserie, 564 Folgen)
- 1999: Schloßhotel Orth (Fernsehserie, 1 Folge)
- 2001: Lindenstraße (Fernsehserie, 1 Folge)

## Theater

### Schauspieler
- 1954: Miloslav Stehlik: Der Weg ins Leben – Regie: Siegfried Meyer (Theater Werdau, Sitz Crimmitschau)
- 1956: Eugen d’Albert: Tiefland – Regie: Hans Fetting (Volkstheater Rostock)
- 1961: Johannes R. Becher: Winterschlacht – Regie: Kurt Rabe (Theater der Stadt Cottbus)
- 1962: Bertolt Brecht: Herr Puntila und sein Knecht Matti (Matti) – Regie: Heinz Kögel (Theater der Stadt Cottbus)
- 1962: Tatjana Sytina: Erste Begegnung (Wolodja) – Regie: Kurt Rabe (Theater der Freundschaft Berlin)
- 1963: Alecu Popovici: Dem Jungen in der zweiten Reihe (Mitica, ein Wolf) – Regie: Lucian Giurchescu (Theater der Freundschaft Berlin)
- 1967: Henrik Ibsen: Nora (Doktor Rank) – Regie: Ottofritz Gaillard (Maxim-Gorki-Theater Berlin)
- 1969: Siegfried Pfaff: Regina B. – Ein Tag in ihrem Leben – Regie: Hans-Georg Simmgen (Maxim-Gorki-Theater Berlin)
- 1976: Peter Hacks: Die Abenteuer der Johanna von Döbeln – Regie: Hans Dieter Mäde (Maxim-Gorki-Theater Berlin)
- 1977: Maxim Gorki: Nachtasyl – Regie: Albert Hetterle (Maxim-Gorki-Theater Berlin)
- 1978: Jürgen Groß: Match – Regie: Wolfram Krempel (Maxim-Gorki-Theater Berlin)
- 1983: Peter Hacks: Die Fische – Regie: Karin Gregorek (Maxim-Gorki-Theater Berlin)

### Regisseur
- 1961: Tone Brulin: Die Hunde (Theater der Stadt Cottbus)
- 1961: Pedro Calderón de la Barca: Dame Kobold (Theater der Stadt Cottbus)

## Hörspiele
- 2002: Frieder Faist: Letzte Geschäfte (J.B. Tolliver) – Regie: Klaus Wirbitzky (Hörspiel – WDR)
- 2003: Yves-Fabrice Lebeau: Rex oder Rembrandt (Großvater) – Regie: Klaus Wirbitzky (Hörspiel – WDR)
- 2003: Grant Sutherland: Insider (Lord Belmont) – Regie: Klaus Wirbitzky (Kriminalhörspiel – WDR)
- 2003: Meina Kentner: Kaiser & König (Opa Kaiser) – Regie: Klaus Wirbitzky (Kriminal- und Kinderhörspiel, 2. Teil – WDR)